# 매화공원
매화공원(梅花公園)은 서울특별시 강서구 등촌동에 위치한 공원이다. 서울특별시가 '공장이적지 공원화사업'의 일환으로 성진유리 공장 터에 사업비 6억원을 들여 조성한 뒤 1998년 6월 18일 문을 열었다. 가양택지개발지구와는 근거리에 위치하고 있다.
매화란 명칭은 조선 시대에 이 지역에서 말을 키웠고 이 곳을 매화장이라고 한것에서 유래되었다. 
 본 문서에는 서울특별시에서 지식공유 프로젝트를 통해 퍼블릭 도메인으로 공개한 저작물을 기초로 작성된 내용이 포함되어 있습니다.